# Devon Murray
Devon Michael Murray (Maynooth, 28 ottobre 1988) è un attore irlandese, meglio conosciuto per aver interpretato il ruolo di Seamus Finnigan nei film di Harry Potter.
Prima di partecipare alla serie cinematografica Harry Potter Devon aveva già interpretato Christy in This Is My Father, Malachy in Le ceneri di Angela e Geoffrey in Yesterday's Children.

## Biografia
Devon è nato a Maynooth, nella contea di Kildare, Irlanda, figlio unico di Michael e Fidelma Murray. Dopo aver mostrato il suo talento in una competizione nazionale, Devon partecipò alla scuola di recitazione Billie Barry. In seguito cominciò a studiare alla scuola "The National Performing Arts". La carriera da attore di Devon cominciò nel film This Is My Father, film che gli aprì le porte per il grande cinema. Al film Angela's Ashes seguì ben presto Yesterday's Children, con il quale le opportunità di Devon si ampliarono notevolmente portandolo ad interpretare il ruolo di Seamus Finnigan nei film della serie di Harry Potter. Attualmente Devon si è ritirato dalle scene per seguire la sua carriera di fantino.
Nel gennaio 2021 è diventato padre di Cooper Murray avuto dalla sua attuale fidanzata Shannon Mccaffrey Quinn.

## Filmografia
- This is My Father, regia di Paul Quinn (1998)
- Le ceneri di Angela, regia di Alan Parker (1999)
- Il richiamo della morte, regia di Marcus Cole - film TV (2000)
- Harry Potter e la pietra filosofale, regia di Chris Columbus (2001)
- Harry Potter e la camera dei segreti, regia di Chris Columbus (2002)
- Harry Potter e il prigioniero di Azkaban, regia di Alfonso Cuarón (2004)
- Harry Potter e il calice di fuoco, regia di Mike Newell (2005)
- Harry Potter e l'Ordine della Fenice, regia di David Yates (2007)
- Gone Fishing, regia di Chris Jones - cortometraggio (2007)
- Harry Potter e il principe mezzosangue, regia di David Yates (2009)
- Harry Potter e i Doni della Morte - Parte 1, regia di David Yates (2010)
- Harry Potter e i Doni della Morte - Parte 2, regia di David Yates (2011)

## Doppiatori italiani
- Alessio Ward nei film di Harry Potter